# Seznam dílů seriálu Star Trek: Stanice Deep Space Nine
Toto je kompletní seznam dílů seriálu Star Trek: Stanice Deep Space Nine. Americký televizní sci-fi seriál Star Trek: Stanice Deep Space Nine má celkem 176 dílů rozdělených do sedmi řad. První díl „Poslání“ byl v USA odvysílán 3. ledna 1993 a poslední „Co po sobě zanecháš“ o šest let později, 2. června 1999. Vysílán byl v syndikaci.
V Česku byla první řada vysílána televizí TV Nova v roce 1994. Druhá sezóna se objevila na obrazovce v roce 1996 na kanálu Premiéra TV, třetí o dva roky později na stanici Prima (přejmenovaná Premiéra TV). Ostatní řady nebyly v Česku uvedeny. V letech 2011–2013 vysílala v České republice seriál kabelová stanice AXN Sci-Fi, přičemž pro druhou a třetí sérii vznikl nový překlad a dabing, na což navázala čtvrtá až sedmá řada, v Česku uvedené premiérově.

## Přehled řad
| Řada | Díly | Premiéra v USA | Premiéra v USA  | Premiéra v ČR  | Premiéra v ČR     |
| Řada | Díly | První díl      | Poslední díl    | První díl      | Poslední díl      |
| ---- | ---- | -------------- | --------------- | -------------- | ----------------- |
| 1    | 20   | 3. ledna 1993  | 20. června 1993 | 30. dubna 1994 | 28. srpna 1994    |
| 2    | 26   | 26. září 1993  | 12. června 1994 | 7. ledna 1996  | 30. června 1996   |
| 3    | 26   | 26. září 1994  | 19. června 1995 | 22. února 1998 | 23. května 1998   |
| 4    | 26   | 2. října 1995  | 17. června 1996 | 2. dubna 2012  | 30. května 2012   |
| 5    | 26   | 30. září 1996  | 16. června 1997 | 1. června 2012 | 30. července 2012 |
| 6    | 26   | 29. září 1997  | 17. června 1998 | 1. srpna 2012  | 28. září 2012     |
| 7    | 26   | 30. září 1998  | 2. června 1999  | 8. ledna 2013  | 19. února 2013    |

## Seznam dílů

### První řada (1993)
| Č. v seriálu | Č. v řadě | Původní název                | Český název         | Hvězdné datum | Režie            | Scénář | Premiéra v USA  | Premiéra v ČR     |
| ------------ | --------- | ---------------------------- | ------------------- | ------------- | ---------------- | --- | --------------- | ----------------- |
| 1–2          | 12        | Emissary                     | Poslání             | 46379,1       | David Carson     | námět: Rick Berman a Michael Piller scénář: Michael Piller                                                         | 3. ledna 1993   | 30. dubna 1994    |
| 3            | 3         | Past Prologue                | Poslední prolog     | neznámé       | Winrich Kolbe    | Katharyn Powers | 10. ledna 1993  | 8. května 1994    |
| 4            | 4         | A Man Alone                  | Osamělý muž         | neznámé       | Paul Lynch       | námět: Gerald Sanford a Michael Piller scénář: Michael Piller                                                      | 17. ledna 1993  | 1. května 1994    |
| 5            | 5         | Babel                        | Zmatek              | 46423,7       | Paul Lynch       | námět: Sally Caves a Ira Steven Behr scénář: Michael McGreevey a Naren Shankar                                     | 24. ledna 1993  | 15. května 1994   |
| 6            | 6         | Captive Pursuit              | Stíhání oběti       | 46477,5       | Corey Allen      | námět: Jill Sherman Donner scénář: Jill Sherman Donner a Michael Piller                                            | 31. ledna 1993  | 22. května 1994   |
| 7            | 7         | Q-Less                       | Bez Q               | 46531,2       | Paul Lynch       | námět: Hannah Louise Shearer scénář: Robert Hewitt Wolfe                                                           | 7. února 1993   | 29. května 1994   |
| 8            | 8         | Dax                          | Daxová              | 46910,1       | David Carson     | námět: Peter Allan Fields scénář: D. C. Fontana a Peter Allan Fields                                               | 14. února 1993  | 5. června 1994    |
| 9            | 9         | The Passenger                | Pasažér             | neznámé       | Paul Lynch       | námět: Morgan Gendel scénář: Morgan Gendel, Robert Hewitt Wolfe a Michael Piller                                   | 21. února 1993  | 12. června 1994   |
| 10           | 10        | Move Along Home              | Postupujte k domovu | neznámé       | David Carson     | námět: Michael Piller scénář: Frederick Rappaport, Lisa Rich a Jeanne Carrigan-Fauci                               | 14. března 1993 | 19. června 1994   |
| 11           | 11        | The Nagus                    | Nagus               | neznámé       | David Livingston | námět: David Livingston scénář: Ira Steven Behr                                                                    | 21. března 1993 | 26. června 1994   |
| 12           | 12        | Vortex                       | Vortex              | neznámé       | Winrich Kolbe    | Sam Rolfe | 18. dubna 1993  | 3. července 1994  |
| 13           | 13        | Battle Lines                 | Bojová linie        | neznámé       | Paul Lynch       | námět: Hilary J. Bader scénář: Richard Danus a Evan Carlos Somers                                                  | 25. dubna 1993  | 10. července 1994 |
| 14           | 14        | The Storyteller              | Vypravěč příběhů    | 46729,1       | David Livingston | námět: Kurt Michael Bensmiller scénář: Kurt Michael Bensmiller a Ira Steven Behr                                   | 2. května 1993  | 17. července 1994 |
| 15           | 15        | Progress                     | Ve jménu pokroku    | 46844,3       | Les Landau       | Peter Allan Fields                                                                                                 | 9. května 1993  | 24. července 1994 |
| 16           | 16        | If Wishes Were Horses        | Klamné představy    | 46853,2       | Robert Legato    | námět: Nell McCue Crawford a William L. Crawford scénář: Nell McCue Crawford, William L. Crawford a Michael Piller | 16. května 1993 | 31. července 1994 |
| 17           | 17        | The Forsaken                 | Opuštěný            | 46925,1       | Les Landau       | námět: Jim Trombetta scénář: Don Carlos Dunaway a Michael Piller                                                   | 23. května 1993 | 7. srpna 1994     |
| 18           | 18        | Dramatis Personae            | Nebezpečný stav     | 46922,3       | Cliff Bole       | Joe Menosky | 30. května 1993 | 14. srpna 1994    |
| 19           | 19        | Duet                         | Duet                | neznámé       | James L. Conway  | námět: Lisa Rich a Jeanne Carrigan-Fauci scénář: Peter Allan Fields                                                | 13. června 1993 | 21. srpna 1994    |
| 20           | 20        | In the Hands of the Prophets | V rukou Proroků     | neznámé       | David Livingston | Robert Hewitt Wolfe                                                                                                | 20. června 1993 | 28. srpna 1994    |

### Druhá řada (1993–1994)
| Č. v seriálu | Č. v řadě | Původní název        | Český název                                         | Hvězdné datum | Režie            | Scénář                                                                                            | Premiéra v USA     | Premiéra v ČR   |
| ------------ | --------- | -------------------- | --------------------------------------------------- | ------------- | ---------------- | ------------------------------------------------------------------------------------------------- | ------------------ | --------------- |
| 21           | 1         | The Homecoming       | Návrat domů                                         | neznámé       | Winrich Kolbe    | námět: Jeri Taylor a Ira Steven Behr scénář: Ira Steven Behr                                      | 26. září 1993      | 7. ledna 1996   |
| 22           | 2         | The Circle           | Kruh                                                | neznámé       | Corey Allen      | Peter Allan Fields                                                                                | 3. října 1993      | 14. ledna 1996  |
| 23           | 3         | The Siege            | Útok                                                | neznámé       | Winrich Kolbe    | Michael Piller                                                                                    | 10. října 1993     | 21. ledna 1996  |
| 24           | 4         | Invasive Procedures  | Invaze (Premiéra) Neplánovaná operace (AXN)         | 47182,1       | Les Landau       | námět: John Whelpley scénář: John Whelpley a Robert Hewitt Wolfe                                  | 17. října 1993     | 28. ledna 1996  |
| 25           | 5         | Cardassians          | Cardassiané                                         | 47177,2       | Cliff Bole       | námět: Gene Wolande a John Wright scénář: James Crocker                                           | 24. října 1993     | 4. února 1996   |
| 26           | 6         | Melora               | Melora                                              | 47229,1       | Winrich Kolbe    | námět: Evan Carlos Somers scénář: Evan Carlos Somers, Steven Baum, Michael Piller a James Crocker | 31. října 1993     | 11. února 1996  |
| 27           | 7         | Rules of Acquisition | Pravidla poznání (Premiéra) Pravidla zisku (AXN)    | neznámé       | David Livingston | námět: Hilary J. Bader scénář: Ira Steven Behr                                                    | 7. listopadu 1993  | 18. února 1996  |
| 28           | 8         | Necessary Evil       | Nutné zlo                                           | 47282,5       | James L. Conway  | Peter Allan Fields                                                                                | 14. listopadu 1993 | 25. února 1996  |
| 29           | 9         | Second Sight         | Druhý pohled                                        | 47329,4       | Alexander Singer | námět: Mark Gehred-O'Connell scénář: Mark Gehred-O'Connell, Ira Steven Behr a Robert Hewitt Wolfe | 21. listopadu 1993 | 3. března 1996  |
| 30           | 10        | Sanctuary            | Útočiště                                            | 47391,2       | Les Landau       | námět: Gabe Essoe a Kelley Miles scénář: Frederick Rappaport                                      | 28. listopadu 1993 | 10. března 1996 |
| 31           | 11        | Rivals               | Soupeři                                             | neznámé       | David Livingston | námět: Jim Trombetta a Michael Piller scénář: Joe Menosky                                         | 2. ledna 1994      | 17. března 1996 |
| 32           | 12        | The Alternate        | Druhá možnost (Premiéra) Rub a líc (AXN)            | 47391,7       | David Carson     | námět: Jim Trombetta a Bill Dial scénář: Bill Dial                                                | 9. ledna 1994      | 24. března 1996 |
| 33           | 13        | Armageddon Game      | Armageddon (Premiéra) Hra s ohněm (AXN)             | neznámé       | Winrich Kolbe    | Morgan Gendel                                                                                     | 30. ledna 1994     | 31. března 1996 |
| 34           | 14        | Whispers             | Šepot                                               | 47581,2       | Les Landau       | Paul Robert Coyle                                                                                 | 6. února 1994      | 7. dubna 1996   |
| 35           | 15        | Paradise             | Ráj (Premiéra) Ideální společnost (AXN)             | 47573,1       | Corey Allen      | námět: Jim Trombetta a James Crocker scénář: Jeff King, Richard Manning a Hans Beimler            | 13. února 1994     | 14. dubna 1996  |
| 36           | 16        | Shadowplay           | Stínová hra (Premiéra) Stínohra (AXN)               | 47603,3       | Robert Scheerer  | Robert Hewitt Wolfe                                                                               | 20. února 1994     | 21. dubna 1996  |
| 37           | 17        | Playing God          | Hra na boha                                         | neznámé       | David Livingston | námět: Jim Trombetta scénář: Jim Trombetta a Michael Piller                                       | 27. února 1994     | 28. dubna 1996  |
| 38           | 18        | Profit and Loss      | Zisk a ztráta                                       | neznámé       | Robert Wiemer    | Flip Kobler a Cindy Marcus                                                                        | 20. března 1994    | 5. května 1996  |
| 39           | 19        | Blood Oath           | Krvavý slib (Premiéra) Krvavá přísaha (AXN)         | neznámé       | Winrich Kolbe    | Peter Allan Fields                                                                                | 27. března 1994    | 12. května 1996 |
| 40           | 20        | The Maquis (Part I)  | Makvis (1. část) (Premiéra) Makisté (1. část) (AXN) | neznámé       | David Livingston | námět: Rick Berman, Michael Piller, Jeri Taylor a James Crocker scénář: James Crocker             | 24. dubna 1994     | 19. května 1996 |
| 41           | 21        | The Maquis (Part II) | Makvis (2. část) (Premiéra) Makisté (2. část) (AXN) | neznámé       | Corey Allen      | námět: Rick Berman, Michael Piller, Jeri Taylor a Ira Steven Behr scénář: Ira Steven Behr         | 1. května 1994     | 26. května 1996 |
| 42           | 22        | The Wire             | Drát                                                | neznámé       | Kim Friedman     | Robert Hewitt Wolfe                                                                               | 8. května 1994     | 2. června 1996  |
| 43           | 23        | Crossover            | Odvrácená strana (Premiéra) Průnik (AXN)            | neznámé       | David Livingston | námět: Peter Allan Fields scénář: Peter Allan Fields a Michael Piller                             | 15. května 1994    | 9. června 1996  |
| 44           | 24        | The Collaborator     | Zrádce (Premiéra) Kolaborant (AXN)                  | neznámé       | Cliff Bole       | námět: Gary Holland scénář: Gary Holland, Ira Steven Behr a Robert Hewitt Wolfe                   | 22. května 1994    | 16. června 1996 |
| 45           | 25        | Tribunal             | Tribunál                                            | 47944,2       | Avery Brooks     | Bill Dial                                                                                         | 5. června 1994     | 23. června 1996 |
| 46           | 26        | The Jem'Hadar        | Jem'Hadar (Premiéra) Jem'Hadarové (AXN)             | neznámé       | Kim Friedman     | Ira Steven Behr                                                                                   | 12. června 1994    | 30. června 1996 |

### Třetí řada (1994–1995)
| Č. v seriálu | Č. v řadě | Původní název             | Český název                                             | Hvězdné datum | Režie            | Scénář                                                                                 | Premiéra v USA     | Premiéra v ČR   |
| ------------ | --------- | ------------------------- | ------------------------------------------------------- | ------------- | ---------------- | -------------------------------------------------------------------------------------- | ------------------ | --------------- |
| 47           | 1         | The Search (Part I)       | Hledání (1. část) (Prima) Pátrání (1. část) (AXN)       | 48212,4       | Kim Friedman     | námět: Ira Steven Behr a Robert Hewitt Wolfe scénář: Ronald D. Moore                   | 26. září 1994      | 22. února 1998  |
| 48           | 2         | The Search (Part II)      | Hledání (2. část) (Prima) Pátrání (2. část) (AXN)       | neznámé       | Jonathan Frakes  | námět: Ira Steven Behr a Robert Hewitt Wolfe scénář: Ira Steven Behr                   | 3. října 1994      | 28. února 1998  |
| 49           | 3         | The House of Quark        | Quarkův dům                                             | neznámé       | Les Landau       | námět: Tom Benko scénář: Ronald D. Moore                                               | 10. října 1994     | 1. března 1998  |
| 50           | 4         | Equilibrium               | Ekvilibrium (Prima) Rovnováha (AXN)                     | neznámé       | Cliff Bole       | námět: Christopher Teague scénář: René Echevarria                                      | 17. října 1994     | 7. března 1998  |
| 51           | 5         | Second Skin               | Dvojnice (Prima) Druhá kůže (AXN)                       | neznámé       | Les Landau       | Robert Hewitt Wolfe                                                                    | 24. října 1994     | 8. března 1998  |
| 52           | 6         | The Abandoned             | Opuštěný                                                | neznámé       | Avery Brooks     | D. Thomas Maio a Steve Warnek                                                          | 31. října 1994     | 14. března 1998 |
| 53           | 7         | Civil Defense             | Civilní obrana                                          | neznámé       | Reza Badiyi      | Mike Krohn                                                                             | 7. listopadu 1994  | 15. března 1998 |
| 54           | 8         | Meridian                  | Meridian                                                | 48423,2       | Jonathan Frakes  | námět: Hilary J. Bader a Evan Carlos Somers scénář: Mark Gehred-O'Connell              | 14. listopadu 1994 | 21. března 1998 |
| 55           | 9         | Defiant                   | Defiant                                                 | 48467,3       | Cliff Bole       | Ronald D. Moore                                                                        | 21. listopadu 1994 | 22. března 1998 |
| 56           | 10        | Fascination               | Okouzlení                                               | neznámé       | Avery Brooks     | námět: Ira Steven Behr a James Crocker scénář: Philip LaZebnik                         | 28. listopadu 1994 | 28. března 1998 |
| 57           | 11        | Past Tense (Part I)       | Čas minulý (1. část) (Prima) Minulý čas (1. část) (AXN) | 48481,2       | Reza Badiyi      | námět: Ira Steven Behr a Robert Hewitt Wolfe scénář: Robert Hewitt Wolfe               | 2. ledna 1995      | 29. března 1998 |
| 58           | 12        | Past Tense (Part II)      | Čas minulý (2. část) (Prima) Minulý čas (2. část) (AXN) | neznámé       | Jonathan Frakes  | námět: Ira Steven Behr a Robert Hewitt Wolfe scénář: Ira Steven Behr a René Echevarria | 9. ledna 1995      | 4. dubna 1998   |
| 59           | 13        | Life Support              | Boj o přežití (Prima) Boj o život (AXN)                 | 48498,4       | Reza Badiyi      | námět: Christian Ford a Roger Soffer scénář: Ronald D. Moore                           | 30. ledna 1995     | 5. dubna 1998   |
| 60           | 14        | Heart of Stone            | Srdce z kamene                                          | 48521,5       | Alexander Singer | Ira Steven Behr a Robert Hewitt Wolfe                                                  | 6. února 1995      | 11. dubna 1998  |
| 61           | 15        | Destiny                   | Osud                                                    | 48543,2       | Les Landau       | David S. Cohen a Martin A. Winer                                                       | 13. února 1995     | 12. dubna 1998  |
| 62           | 16        | Prophet Motive            | Prorocký motiv (Prima) Dar od Proroků (AXN)             | neznámé       | René Auberjonois | Ira Steven Behr a Robert Hewitt Wolfe                                                  | 20. února 1995     | 18. dubna 1998  |
| 63           | 17        | Visionary                 | Předtucha (Prima) Věštecké schopnosti (AXN)             | neznámé       | Reza Badiyi      | námět: Ethan H. Calk scénář: John Shirley                                              | 27. února 1995     | 19. dubna 1998  |
| 64           | 18        | Distant Voices            | Vzdálené hlasy (Prima) Hlasy v hlavě (AXN)              | neznámé       | Alexander Singer | námět: Joe Menosky scénář: Ira Steven Behr a Robert Hewitt Wolfe                       | 10. dubna 1995     | 25. dubna 1998  |
| 65           | 19        | Through the Looking Glass | V říši za zrcadlem                                      | neznámé       | Winrich Kolbe    | Ira Steven Behr a Robert Hewitt Wolfe                                                  | 17. dubna 1995     | 26. dubna 1998  |
| 66           | 20        | Improbable Cause          | Nepravděpodobné důvody (Prima) Z neznámých důvodů (AXN) | neznámé       | Avery Brooks     | námět: Robert Lederman a David R. Long scénář: René Echevarria                         | 24. dubna 1995     | 2. května 1998  |
| 67           | 21        | The Die Is Cast           | Kostky jsou vrženy                                      | neznámé       | David Livingston | Ronald D. Moore                                                                        | 1. května 1995     | 3. května 1998  |
| 68           | 22        | Explorers                 | Badatelé (Prima) Průzkumníci (AXN)                      | neznámé       | Cliff Bole       | námět: Hilary J. Bader scénář: René Echevarria                                         | 8. května 1995     | 9. května 1998  |
| 69           | 23        | Family Business           | Rodinný podnik (Prima) Rodinná záležitost (AXN)         | neznámé       | René Auberjonois | Ira Steven Behr a Robert Hewitt Wolfe                                                  | 15. května 1995    | 10. května 1998 |
| 70           | 24        | Shakaar                   | Shakaar (Prima) Dny Shakaara (AXN)                      | neznámé       | Jonathan West    | Gordon Dawson                                                                          | 22. května 1995    | 16. května 1998 |
| 71           | 25        | Facets                    | Vzpomínky (Prima) Aspekty osobnosti (AXN)               | neznámé       | Cliff Bole       | René Echevarria                                                                        | 12. června 1995    | 17. května 1998 |
| 72           | 26        | The Adversary             | Protivník (Prima) Vnitřní nepřítel (AXN)                | 48959,1       | Alexander Singer | Ira Steven Behr a Robert Hewitt Wolfe                                                  | 19. června 1995    | 23. května 1998 |

### Čtvrtá řada (1995–1996)
| Č. v seriálu | Č. v řadě | Původní název          | Český název            | Hvězdné datum | Režie            | Scénář                                                                               | Premiéra v USA     | Premiéra v ČR              |
| ------------ | --------- | ---------------------- | ---------------------- | ------------- | ---------------- | ------------------------------------------------------------------------------------ | ------------------ | -------------------------- |
| 73–74        | 12        | The Way of the Warrior | Cesta válečníka        | 49011,4       | James L. Conway  | Ira Steven Behr a Robert Hewitt Wolfe                                                | 2. října 1995      | 2. dubna 20124. dubna 2012 |
| 75           | 3         | The Visitor            | Vzácná návštěva        | neznámé       | David Livingston | Michael Taylor                                                                       | 9. října 1995      | 6. dubna 2012              |
| 76           | 4         | Hippocratic Oath       | Hippokratova přísaha   | 49066,5       | René Auberjonois | námět: Nicholas Corea a Lisa Klink scénář: Lisa Klink                                | 16. října 1995     | 9. dubna 2012              |
| 77           | 5         | Indiscretion           | Nerozvážnost           | neznámé       | LeVar Burton     | námět: Toni Marberry a Jack Treviño scénář: Nicholas Corea                           | 23. října 1995     | 11. dubna 2012             |
| 78           | 6         | Rejoined               | Břímě času             | 49195,5       | Avery Brooks     | námět: René Echevarria scénář: Ronald D. Moore a René Echevarria                     | 30. října 1995     | 13. dubna 2012             |
| 79           | 7         | Starship Down          | Loď v ohrožení         | 49263,5       | Alexander Singer | David Mack a John J. Ordover                                                         | 6. listopadu 1995  | 16. dubna 2012             |
| 80           | 8         | Little Green Men       | Zelení mužíčci         | neznámé       | James L. Conway  | námět: Toni Marberry a Jack Treviño scénář: Ira Steven Behr a Robert Hewitt Wolfe    | 13. listopadu 1995 | 18. dubna 2012             |
| 81           | 9         | The Sword of Kahless   | Meč Kahlessův          | neznámé       | LeVar Burton     | námět: Richard Danus scénář: Hans Beimler                                            | 20. listopadu 1995 | 20. dubna 2012             |
| 82           | 10        | Our Man Bashir         | Tajný agent Bashir     | neznámé       | Winrich Kolbe    | námět: Robert Gillan scénář: Ronald D. Moore                                         | 27. listopadu 1995 | 23. dubna 2012             |
| 83           | 11        | Homefront              | Na domácí frontě       | 49170,65      | David Livingston | Ira Steven Behr a Robert Hewitt Wolfe                                                | 1. ledna 1996      | 25. dubna 2012             |
| 84           | 12        | Paradise Lost          | Ztracený ráj           | neznámé       | Reza Badiyi      | námět: Ronald D. Moore scénář: Ira Steven Behr a Robert Hewitt Wolfe                 | 8. ledna 1996      | 27. dubna 2012             |
| 85           | 13        | Crossfire              | Objekt zájmu           | neznámé       | Les Landau       | René Echevarria                                                                      | 29. ledna 1996     | 30. dubna 2012             |
| 86           | 14        | Return to Grace        | Návrat na výsluní      | neznámé       | Jonathan West    | námět: Tom Benko scénář: Hans Beimler                                                | 5. února 1996      | 2. května 2012             |
| 87           | 15        | Sons of Mogh           | Synové Moghovi         | 49556,2       | David Livingston | Ronald D. Moore                                                                      | 12. února 1996     | 4. května 2012             |
| 88           | 16        | Bar Association        | Kolektivní vyjednávání | neznámé       | LeVar Burton     | námět: Barbara J. Lee a Jenifer A. Lee scénář: Robert Hewitt Wolfe a Ira Steven Behr | 19. února 1996     | 7. května 2012             |
| 89           | 17        | Accession              | Vyslancův návrat       | neznámé       | Les Landau       | Jane Espenson                                                                        | 26. února 1996     | 9. května 2012             |
| 90           | 18        | Rules of Engagement    | Unáhlené rozhodnutí    | 49665,3       | LeVar Burton     | námět: David Weddle a Bradley Thompson scénář: Ronald D. Moore                       | 8. dubna 1996      | 11. května 2012            |
| 91           | 19        | Hard Time              | Těžké časy             | neznámé       | Alexander Singer | námět: Daniel Keys Moran a Lynn Barker scénář: Robert Hewitt Wolfe                   | 15. dubna 1996     | 14. května 2012            |
| 92           | 20        | Shattered Mirror       | Roztříštěné zrcadlo    | neznámé       | James L. Conway  | Ira Steven Behr a Hans Beimler                                                       | 22. dubna 1996     | 16. května 2012            |
| 93           | 21        | The Muse               | Dotek Múzy             | neznámé       | David Livingston | námět: René Echevarria a Majel Barrett-Roddenberry scénář: René Echevarria           | 29. dubna 1996     | 18. května 2012            |
| 94           | 22        | For the Cause          | Z přesvědčení          | neznámé       | James L. Conway  | námět: Mark Gehred-O'Connell scénář: Ronald D. Moore                                 | 6. května 1996     | 21. května 2012            |
| 95           | 23        | To the Death           | Až do smrti            | 49904,2       | LeVar Burton     | Ira Steven Behr a Robert Hewitt Wolfe                                                | 13. května 1996    | 23. května 2012            |
| 96           | 24        | The Quickening         | Zanícení               | neznámé       | René Auberjonois | Naren Shankar                                                                        | 20. května 1996    | 25. května 2012            |
| 97           | 25        | Body Parts             | Tělo na prodej         | 49930,3       | Avery Brooks     | námět: Louis P. DeSantis a Robert J. Bolivar scénář: Hans Beimler                    | 10. června 1996    | 28. května 2012            |
| 98           | 26        | Broken Link            | Přerušený článek       | 49962,4       | Les Landau       | námět: George A. Brozak scénář: Ira Steven Behr a Robert Hewitt Wolfe                | 17. června 1996    | 30. května 2012            |

### Pátá řada (1996–1997)
| Č. v seriálu | Č. v řadě | Původní název                                | Český název                 | Hvězdné datum | Režie                  | Scénář                                                                                               | Premiéra v USA     | Premiéra v ČR     |
| ------------ | --------- | -------------------------------------------- | --------------------------- | ------------- | ---------------------- | --- | ------------------ | ----------------- |
| 99           | 1         | Apocalypse Rising                            | Přichází apokalypsa         | neznámé       | James L. Conway        | Ira Steven Behr a Robert Hewitt Wolfe                                                                | 30. září 1996      | 1. června 2012    |
| 100          | 2         | The Ship                                     | Loď                         | 50049,3       | Kim Friedman           | námět: Pam Wigginton a Rick Cason scénář: Hans Beimler                                               | 7. října 1996      | 4. června 2012    |
| 101          | 3         | Looking for par'Mach in All the Wrong Places | Kde by lásku nikdo nehledal | 50061,2       | Andrew J. Robinson     | Ronald D. Moore                                                                                      | 14. října 1996     | 6. června 2012    |
| 102          | 4         | …Nor the Battle to the Strong                | …ani boj na udatných        | neznámé       | Kim Friedman           | námět: Brice R. Parker scénář: René Echevarria                                                       | 21. října 1996     | 8. června 2012    |
| 103          | 5         | The Assignment                               | Úkol                        | neznámé       | Allan Kroeker          | námět: David R. Long a Robert Lederman scénář: David Weddle a Bradley Thompson                       | 28. října 1996     | 11. června 2012   |
| 104          | 6         | Trials and Tribble-ations                    | Další trable s tribbly      | 4523,7        | Jonathan West          | námět: Ira Steven Behr, Hans Beimler a Robert Hewitt Wolfe scénář: Ronald D. Moore a René Echevarria | 4. listopadu 1996  | 13. června 2012   |
| 105          | 7         | Let He Who Is Without Sin…                   | Kdo z vás je bez hříchu     | neznámé       | René Auberjonois       | Robert Hewitt Wolfe a Ira Steven Behr                                                                | 11. listopadu 1996 | 15. června 2012   |
| 106          | 8         | Things Past                                  | Ozvěny minulosti            | neznámé       | LeVar Burton           | Michael Taylor                                                                                       | 18. listopadu 1996 | 18. června 2012   |
| 107          | 9         | The Ascent                                   | Kompromisy                  | neznámé       | Allan Kroeker          | Ira Steven Behr a Robert Hewitt Wolfe                                                                | 25. listopadu 1996 | 20. června 2012   |
| 108          | 10        | Rapture                                      | Blouznění                   | neznámé       | Jonathan West          | námět: L. J. Strom scénář: Hans Beimler                                                              | 30. prosince 1996  | 22. června 2012   |
| 109          | 11        | The Darkness and the Light                   | Světlo a temnota            | 50416,2       | Mike Vejar             | námět: Bryan Fuller scénář: Ronald D. Moore                                                          | 6. ledna 1997      | 25. června 2012   |
| 110          | 12        | The Begotten                                 | Nový život                  | neznámé       | Jesús Salvador Treviño | René Echevarria                                                                                      | 27. ledna 1997     | 27. června 2012   |
| 111          | 13        | For the Uniform                              | Kvůli uniformě              | 50485,2       | Victor Lobl            | Peter Allan Fields                                                                                   | 3. února 1997      | 29. června 2012   |
| 112          | 14        | In Purgatory's Shadow                        | Před branami očistce        | neznámé       | Gabrielle Beaumont     | Robert Hewitt Wolfe a Ira Steven Behr                                                                | 10. února 1997     | 2. července 2012  |
| 113          | 15        | By Inferno's Light                           | Pekelným žárem              | 50564,2       | Les Landau             | Ira Steven Behr a Robert Hewitt Wolfe                                                                | 17. února 1997     | 4. července 2012  |
| 114          | 16        | Doctor Bashir, I Presume?                    | Doktor Bashir, předpokládám | neznámé       | David Livingston       | námět: Jimmy Diggs scénář: Ronald D. Moore                                                           | 24. února 1997     | 6. července 2012  |
| 115          | 17        | A Simple Investigation                       | Prosté vyšetřování          | neznámé       | John T. Kretchmer      | René Echevarria                                                                                      | 31. března 1997    | 9. července 2012  |
| 116          | 18        | Business as Usual                            | Obchod jako obvykle         | neznámé       | Siddig El Fadil        | Bradley Thompson a David Weddle                                                                      | 7. dubna 1997      | 11. července 2012 |
| 117          | 19        | Ties of Blood and Water                      | Pouta z nejpevnějších       | 50712,5       | Avery Brooks           | námět: Edmund Newton a Robbin L. Slocum scénář: Robert Hewitt Wolfe                                  | 14. dubna 1997     | 13. července 2012 |
| 118          | 20        | Ferengi Love Songs                           | Milostné vábení Ferengů     | neznámé       | René Auberjonois       | Ira Steven Behr a Hans Beimler                                                                       | 21. dubna 1997     | 16. července 2012 |
| 119          | 21        | Soldiers of the Empire                       | Vojáci Říše                 | neznámé       | LeVar Burton           | Ronald D. Moore                                                                                      | 28. dubna 1997     | 18. července 2012 |
| 120          | 22        | Children of Time                             | Potomci času                | 50814,2       | Allan Kroeker          | námět: Gary Holland a Ethan H. Calk scénář: René Echevarria                                          | 5. května 1997     | 20. července 2012 |
| 121          | 23        | Blaze of Glory                               | Záblesk slávy               | neznámé       | Kim Friedman           | Robert Hewitt Wolfe a Ira Steven Behr                                                                | 12. května 1997    | 23. července 2012 |
| 122          | 24        | Empok Nor                                    | Stanice Empok Nor           | 50901,7       | Mike Vejar             | námět: Bryan Fuller scénář: Hans Beimler                                                             | 19. května 1997    | 25. července 2012 |
| 123          | 25        | In the Cards                                 | Vysoká hra                  | 50929,4       | Michael Dorn           | námět: Truly Barr Clark a Scott J. Neal scénář: Ronald D. Moore                                      | 9. června 1997     | 27. července 2012 |
| 124          | 26        | Call to Arms                                 | Volání do zbraně            | 50975,2       | Allan Kroeker          | Ira Steven Behr a Robert Hewitt Wolfe                                                                | 16. června 1997    | 30. července 2012 |

### Šestá řada (1997–1998)
| Č. v seriálu | Č. v řadě | Původní název                     | Český název                       | Hvězdné datum | Režie                  | Scénář                                                                               | Premiéra v USA     | Premiéra v ČR  |
| ------------ | --------- | --------------------------------- | --------------------------------- | ------------- | ---------------------- | ------------------------------------------------------------------------------------ | ------------------ | -------------- |
| 125          | 1         | A Time to Stand                   | Změna strategie                   | neznámé       | Allan Kroeker          | Ira Steven Behr a Hans Beimler                                                       | 29. září 1997      | 1. srpna 2012  |
| 126          | 2         | Rocks and Shoals                  | Úskalí a mělčiny                  | 51096,2       | Mike Vejar             | Ronald D. Moore                                                                      | 6. října 1997      | 3. srpna 2012  |
| 127          | 3         | Sons and Daughters                | Synové a dcery                    | neznámé       | Jesús Salvador Treviño | Bradley Thompson a David Weddle                                                      | 13. října 1997     | 6. srpna 2012  |
| 128          | 4         | Behind the Lines                  | Překročit hranice                 | 51145,3       | LeVar Burton           | René Echevarria                                                                      | 20. října 1997     | 8. srpna 2012  |
| 129          | 5         | Favor the Bold                    | Odvážnému štěstí přeje            | neznámé       | Winrich Kolbe          | Ira Steven Behr a Hans Beimler                                                       | 27. října 1997     | 10. srpna 2012 |
| 130          | 6         | Sacrifice of Angels               | Oběť andělů                       | neznámé       | Allan Kroeker          | Ira Steven Behr a Hans Beimler                                                       | 3. listopadu 1997  | 13. srpna 2012 |
| 131          | 7         | You Are Cordially Invited         | Jste srdečně zváni                | 51247,5       | David Livingston       | Ronald D. Moore                                                                      | 10. listopadu 1997 | 15. srpna 2012 |
| 132          | 8         | Resurrection                      | Vzkříšení                         | neznámé       | LeVar Burton           | Michael Taylor                                                                       | 17. listopadu 1997 | 17. srpna 2012 |
| 133          | 9         | Statistical Probabilities         | Statistická pravděpodobnost       | neznámé       | Anson Williams         | námět: Pam Pietroforte scénář: René Echevarria                                       | 24. listopadu 1997 | 20. srpna 2012 |
| 134          | 10        | The Magnificent Ferengi           | Bratrstvo neohrožených Ferengů    | neznámé       | Chip Chalmers          | Ira Steven Behr a Hans Beimler                                                       | 1. ledna 1998      | 22. srpna 2012 |
| 135          | 11        | Waltz                             | Valčík                            | 51408,6       | René Auberjonois       | Ronald D. Moore                                                                      | 8. ledna 1998      | 24. srpna 2012 |
| 136          | 12        | Who Mourns for Morn?              | Kdo truchlí pro Morna             | neznámé       | Victor Lobl            | Mark Gehred-O'Connell                                                                | 4. února 1998      | 27. srpna 2012 |
| 137          | 13        | Far Beyond the Stars              | Tam za těmi hvězdami              | neznámé       | Avery Brooks           | námět: Marc Scott Zicree scénář: Ira Steven Behr a Hans Beimler                      | 11. února 1998     | 29. srpna 2012 |
| 138          | 14        | One Little Ship                   | Jedna malá loď                    | 51474,2       | Allan Kroeker          | David Weddle a Bradley Thompson                                                      | 18. února 1998     | 31. srpna 2012 |
| 139          | 15        | Honor Among Thieves               | Čest mezi zloději                 | neznámé       | Allan Eastman          | námět: Philip Kim scénář: René Echevarria                                            | 25. února 1998     | 3. září 2012   |
| 140          | 16        | Change of Heart                   | Pohnutky srdce                    | 51597,2       | David Livingston       | Ronald D. Moore                                                                      | 4. března 1998     | 5. září 2012   |
| 141          | 17        | Wrongs Darker than Death or Night | Křivdy temnější než noc nebo smrt | neznámé       | Jonathan West          | Ira Steven Behr a Hans Beimler                                                       | 1. dubna 1998      | 20. října 2012 |
| 142          | 18        | Inquisition                       | Inkvizice                         | neznámé       | Michael Dorn           | Bradley Thompson a David Weddle                                                      | 8. dubna 1998      | 10. září 2012  |
| 143          | 19        | In the Pale Moonlight             | Za svitu luny                     | 51721,3       | Victor Lobl            | námět: Peter Allan Fields scénář: Michael Taylor                                     | 15. dubna 1998     | 12. září 2012  |
| 144          | 20        | His Way                           | Jeho způsob                       | neznámé       | Allan Kroeker          | Ira Steven Behr a Hans Beimler                                                       | 22. dubna 1998     | 14. září 2012  |
| 145          | 21        | The Reckoning                     | Zúčtování                         | neznámé       | Jesús Salvador Treviño | námět: Harry M. Werksman a Gabrielle Stanton scénář: David Weddle a Bradley Thompson | 29. dubna 1998     | 17. září 2012  |
| 146          | 22        | Valiant                           | Valiant                           | 51825,4       | Mike Vejar             | Ronald D. Moore                                                                      | 6. května 1998     | 19. září 2012  |
| 147          | 23        | Profit and Lace                   | Zisk v krajkách                   | neznámé       | Siddig El Faddil       | Ira Steven Behr a Hans Beimler                                                       | 13. května 1998    | 21. září 2012  |
| 148          | 24        | Time's Orphan                     | Sirotek času                      | neznámé       | Allan Kroeker          | námět: Joe Menosky scénář: David Weddle a Bradley Thompson                           | 20. května 1998    | 24. září 2012  |
| 149          | 25        | The Sound of Her Voice            | Její vlídný hlas                  | 51948,3       | Winrich Kolbe          | námět: Pam Pietroforte scénář: Ronald D. Moore                                       | 10. června 1998    | 26. září 2012  |
| 150          | 26        | Tears of the Prophets             | Slzy Proroků                      | neznámé       | Allan Kroeker          | Ira Steven Behr a Hans Beimler                                                       | 17. června 1998    | 28. září 2012  |

### Sedmá řada (1998–1999)
| Č. v seriálu | Č. v řadě | Původní název                         | Český název              | Hvězdné datum | Režie            | Scénář                                                              | Premiéra v USA     | Premiéra v ČR  |
| ------------ | --------- | ------------------------------------- | ------------------------ | ------------- | ---------------- | ------------------------------------------------------------------- | ------------------ | -------------- |
| 151          | 1         | Image in the Sand                     | Tvář v písku             | neznámé       | Les Landau       | Ira Steven Behr a Hans Beimler                                      | 30. září 1998      | 8. ledna 2013  |
| 152          | 2         | Shadows and Symbols                   | Stíny a symboly          | 52152,6       | Allan Kroeker    | Ira Steven Behr a Hans Beimler                                      | 7. října 1998      | 8. ledna 2013  |
| 153          | 3         | Afterimage                            | Život po životě          | neznámé       | Les Landau       | René Echevarria                                                     | 14. října 1998     | 10. ledna 2013 |
| 154          | 4         | Take Me Out to the Holosuite          | Vezmi mě do simulátoru   | neznámé       | Chip Chalmers    | Ronald D. Moore                                                     | 21. října 1998     | 10. ledna 2013 |
| 155          | 5         | Chrysalis                             | Kukla                    | neznámé       | Jonathan West    | René Echevarria                                                     | 28. října 1998     | 15. ledna 2013 |
| 156          | 6         | Treachery, Faith, and the Great River | Zrada, víra a velká řeka | neznámé       | Steve Posey      | námět: Philip Kim scénář: David Weddle a Bradley Thompson           | 4. listopadu 1998  | 15. ledna 2013 |
| 157          | 7         | Once More unto the Breach             | A znovu do té průrvy     | neznámé       | Allan Kroeker    | Ronald D. Moore                                                     | 11. listopadu 1998 | 17. ledna 2013 |
| 158          | 8         | The Siege of AR-558                   | V obležení na AR-558     | neznámé       | Winrich Kolbe    | Ira Steven Behr a Hans Beimler                                      | 18. listopadu 1998 | 17. ledna 2013 |
| 159          | 9         | Covenant                              | Úmluva                   | neznámé       | John Kretchmer   | René Echevarria                                                     | 25. listopadu 1998 | 22. ledna 2013 |
| 160          | 10        | It's Only a Paper Moon                | Je to jen papírový měsíc | neznámé       | Anson Williams   | námět: David Mack a John J. Ordover scénář: Ronald D. Moore         | 30. prosince 1998  | 22. ledna 2013 |
| 161          | 11        | Prodigal Daughter                     | Marnotratná dcera        | neznámé       | Victor Lobl      | David Weddle a Bradley Thompson                                     | 6. ledna 1999      | 24. ledna 2013 |
| 162          | 12        | The Emperor's New Cloak               | Císařovo nové maskování  | neznámé       | LeVar Burton     | Ira Steven Behr a Hans Beimler                                      | 3. února 1999      | 24. ledna 2013 |
| 163          | 13        | Field of Fire                         | Pohled skrz hledí        | neznámé       | Tony Dow         | Robert Hewitt Wolfe                                                 | 10. února 1999     | 29. ledna 2013 |
| 164          | 14        | Chimera                               | Chiméra                  | neznámé       | Steve Posey      | René Echevarria                                                     | 17. února 1999     | 29. ledna 2013 |
| 165          | 15        | Badda-Bing, Badda-Bang                | Ratata-bum               | neznámé       | Mike Vejar       | Ira Steven Behr a Hans Beimler                                      | 24. února 1999     | 31. ledna 2013 |
| 166          | 16        | Inter Arma Enim Silent Leges          | Za války neplatí zákony  | neznámé       | David Livingston | Ronald D. Moore                                                     | 3. března 1999     | 31. ledna 2013 |
| 167          | 17        | Penumbra                              | Polostín                 | 52576,2       | Steve Posey      | René Echevarria                                                     | 7. dubna 1999      | 5. února 2013  |
| 168          | 18        | 'Til Death Do Us Part                 | Dokud nás smrt nerozdělí | neznámé       | Winrich Kolbe    | Bradley Thompson a David Weddle                                     | 14. dubna 1999     | 5. února 2013  |
| 169          | 19        | Strange Bedfellows                    | Podivní spojenci         | neznámé       | René Auberjonois | Ronald D. Moore                                                     | 21. dubna 1999     | 7. února 2013  |
| 170          | 20        | The Changing Face of Evil             | Proměnlivá tvář zla      | neznámé       | Mike Vejar       | Ira Steven Behr a Hans Beimler                                      | 28. dubna 1999     | 7. února 2013  |
| 171          | 21        | When It Rains…                        | Mračna se stahují…       | 52684,3       | Michael Dorn     | námět: René Echevarria a Spike Steingasser scénář: René Echevarria  | 5. května 1999     | 12. února 2013 |
| 172          | 22        | Tacking into the Wind                 | Proti větru              | neznámé       | Mike Vejar       | Ronald D. Moore                                                     | 12. května 1999    | 12. února 2013 |
| 173          | 23        | Extreme Measures                      | Extrémní opatření        | 52645,7       | Steve Posey      | David Weddle a Bradley Thompson                                     | 19. května 1999    | 14. února 2013 |
| 174          | 24        | The Dogs of War                       | Váleční psi              | 52861,3       | Avery Brooks     | námět: Peter Allan Fields scénář: René Echevarria a Ronald D. Moore | 26. května 1999    | 14. února 2013 |
| 175–176      | 2526      | What You Leave Behind                 | Co po sobě zanecháš      | neznámé       | Allan Kroeker    | Ira Steven Behr a Hans Beimler                                      | 2. června 1999     | 19. února 2013 |